# Радован Радовић (политичар)
Радован Радовић (Камењача, 18. септембар 1951) српски је политичар у пензији и телевизијска личност. Био је члан Савеза комуниста Југославије, Социјалистичке партије Србије и Српске напредне странке.

## Биографија
Радовић рођен је 18. септембра 1951. године у селу Камењача у општини Трстеник, а од 1959. године живи у Почековини код Трстеника. Након успешно завршеног средњошколског образовања, уписује Вишу машинско-техничку школу у Трстенику, након чега уписује Машински факултет у Београду, који не завршава, већ се враћа у родни крај.
Радовић је такође био успешан спортиста, кошаркаш, а 1967. године био је кандидат за омладинску репрезентацију Југославије где је одиграо једну пријатељску утакмицу, али је напустио спорт следеће године због смрти оца.
Био је директор одржавања водовода у фабрици Прва петолетка до 1978. године, након чега се враћа пољопривреди.

## Политичка каријера
Радовић се рано укључио у политику, кроз Савез социјалистичке омладине Југославије, где је обављао функције председника на нивоу села, више школе и факултета, и био скупштински делегат у више наврата. Био је члан Савеза комуниста, а значајније се почиње бавити политиком 1990. године, по његовим речима, због Слободана Милошевића. Два пута је био биран за републичког и савезног посланика, а био је и делегат у Већу република. Радовић је брзо привукао пажњу на себе због убедљивих победа на изборима и добог говорништва у Скупштини, где је користио свој моравски говор и говорио бомбастичним стилом.
Године 1997. је, због сукоба са руководством странке, био искључен са изборне листе СПС-а, док је из саме странке искључен 1999. године. Након тога формирао је групу грађана Наш дом Србија и на политичку сцену се враћа 2004. године победивши на локалним изборима за председника општине Трстеник. На овим изборима Радовић је однео убедљиву победу, са обзиром на чињеницу да је имао двоструко више гласова од другопласираног кандидата. Након наредних избора, до 2010. године обављао је функцију саветника председника општине.
Крајем 2013. године учланио се у Српску напредну странку.
Радовић је као политичка и телевизијска личност и данас присутан у медијима. Гостује у разним домаћим емисијама, како политичког, тако и забавног карактера. Упамћен је и као финалиста ријалити програма Фарма на телевизији Пинк.